# Дампер
Шаблон:Машонски превод
Дампер је возило намењено превозу расутих материјала, често на градилиштима. Дампери се по конфигурацији разликују од кипер-камиона : дампер обично отворено возило на 4 точка са теретом који прескаче испред возача, док дампер има кабину испред терета. Прескок може да се напуни да би бацио терет; одатле и долази име "кипер". Обично су дизел. Опрема за вучу постављена је за секундарну употребу као трактор на градилишту. Дампер и са гуменим гусјеницама користе се у посебним околностима и пружају равномернију расподелу тежине у односу на гуме. Континуиране стазе омогућавају руковаоцу да носи већи терет на глатким, снежним или блатњавим површинама, а популарни су у неким земљама.

## Позадина
Рани британски дампери су имали оптерећење од око тоне и имали су погон на два точка, возили су на предњој осовини и управљали задњим точковима. Једноцилиндрични дизелски мотор (понекад га израђује Листер ) покренут је ручним покретањем. Волан је окретао задње точкове, а не предње. Немајући ни струју ни хидраулику није могло много да се погреши. Прескок је био осигуран хватањем ногу возача. Када се улов ослободи, прескочите врхове испод тежине његовог садржаја на тачкама окрета испод, а након што се испразни подигне се руком.
Модерни дампери имају до 10 tonnes (11 short tons; 9,8 long tons) и обично се управљају зглобним елементима у средини шасије (окретно управљање). Имају вишецилиндричне дизел моторе, неке са турбо пуњењем, електрични старт и хидраулику за превртање и управљање и обично су погон на сва четири точка. Оквир А познат под називом РОПС (заштита од превртања), може се поставити преко седишта да би заштитио возача ако се дампер преврне. Неки дампери имају и ФОПС (Фаллинг Објецт Протецтион). Доступни су прескочи за дизање за испуштање изнад нивоа земље. Деведесетих година дампери са окретним прескакањем, који се могу окренути према боку, постали су популарни, посебно за рад на уским местима као што су радови на путевима . Дампери су најчешћи узрок несрећа у којима су грађевински постројења .